# Mont Silverthrone (Alaska)
|  | Per a altres significats, vegeu «Mont Silverthrone (Colúmbia Britànica)». |

El Mont Silverthrone, amb 4.029 msnm, és una gran muntanya totalment coberta de gel que es troba a l'est del Mont McKinley, a la serralada d'Alaska. Es troba dins el Parc i Reserva Nacional de Denali. La primera ascensió va tenir lloc l'abril de 1945.